# 실천불교
실천불교(實踐佛敎, 영: Engaged Buddhism)는 불교에 근거한 이상적인 사회 만들기를 목표로 하는 불교 관계자에 의한 실천 활동이다.

## 비판
원래의 입세불교에는 중생의 구제라는 대승의 보살 수행의 일환이지만, 구미의 Engaged Buddhism은 속세의 혁신, 개혁을 목적으로 한 사회 정치 활동에 불교의 이름을 장식으로서 더하고 있는 것에 지나지 않는다는 비판도 있다.
덧붙여서 중국어에서는 원래 틱낫한의 불교 활동을 가리킬 때는 입세불교, 구미의 Engaged Buddhism을 가리킬 때는 좌익불교라고 기재하고 있다.

## 관련 서적
- 카네코 아키라 「경이의 불교 자원봉사-대만의 사회 참가 불교 「자제회」」(백마사, 2005년)

## 같이 보기
- 불교 사회주의
- 신승불교